# غونة قارشو
غونة قارشو (بالفارسية: گونه‌قارشو) هي مستوطنة تقع في Charuymaq-e Jonubesharqi Rural District في إيران. يقدر عدد سكانها بـ 53 نسمة .